# Richard Filangieri
Richard Filangieri (né vers 1195, mort en 1263) est un noble italien, seigneur de Pouzzoles et bailli du royaume de Jérusalem. Il joua un rôle important dans la sixième croisade menée par l'empereur Frédéric II de Hohenstaufen. Tombé en disgrâce, il rallia le camp des guelfes.

## Biographie
Richard Filangieri est le fils ainé de Jourdain, seigneur de Nocera, et d'Oranpiassa. Il épouse Iacoba, fille de Pietro Cottone, comte de Lettere et seigneur de Gragnano. Par son mariage, Richard intègre la noblesse napolitaine, une caste habituellement fermée aux familles d'origine normande comme celle des Filangieri.
Il est nommé maréchal du royaume de Sicile par l'empereur Frédéric II de Hohenstaufen vers 1224. L'année suivante, il entre dans la cour de Frédéric à Palerme, puis le suit lors de ses séjours dans le sud de l'Italie.
En avril 1227, il se joint à la sixième croisade et s'embarque pour Acre avec cinq cents chevaliers, pour la plupart Lombards. Il effectue la jonction avec Frédéric dans le port de Limassol à Chypre en juillet 1228. Richard, Eudes de Montbéliard et Hermann von Salza prennent le commandement de la croisade de Frédéric, puisque, contrairement à l'empereur, les trois hommes n'ont pas été excommuniés. Richard participe aux négociations secrètes menées entre l'empereur et le sultan Al-Kâmil.
Alors qu'un guerre civile, appelée guerre des Lombards, y fait rage, il est renvoyé en Terre Sainte à l'automne 1231 en tant que maréchal du royaume de Jérusalem, accompagné d'une armée composée principalement de Lombards. Richard est nommé bailli (ou vice-roi) pour exercer la régence au nom de Frédéric. Ses droits sont généralement reconnus mais son autorité personnelle est très limitée par les Assises et la Haute Cour. Il établit son quartier général à Tyr.
En 1242, incapable d'empêcher la chute de Tyr, il tombe en disgrace et perd le titre de maréchal. Il est ensuite emprisonné par l'empereur en 1243, puis libéré en 1244 grâce à l'intervention du comte Raymond VII de Toulouse. Cette libération par un ennemi de l'empereur lui vaut d'être considéré comme un guelfe.
Il meurt en mars 1263.

## Descendance
De son épouse Iacoba, morte en 1271, Richard laisse une fille, Isabelle, qui épousa Giacomo d'Aquino, seigneur d'Arienzo et de Galluccio.